# Larrein
Larrein és un nou barri de Vitòria en el Pla General d'Ordenació Urbana de 2000 que es troba dins el sector de Salburua. Limita amb Ibaialde al nord, amb Arkaia a l'est, amb terres agrícoles a l'est i amb Olaran al sud.
El barri començà a construir-se el 2007 però amb la crisi econòmica no es van acabar les edificacions fins al 2010.